# Prince Rupert (Brits-Columbia)
Prince Rupert is een havenstad in Canada in het westen van de provincie Brits-Columbia. De stad ligt op een eiland, maar is via een brug verbonden aan het Canadese vasteland. De stad is met een luchthaven, zeehaven en treinstation een belangrijk vervoersknooppunt voor de regio. Prince Rupert is het beginpunt van de Trans-Canada Highway 16. 
De stad heeft in verhouding het hoogste aantal First Nations inwoners van alle plaatsen in Canada met meer dan 5000 inwoners, in 2011 behoorde 34,7% van de inwoners tot deze minderheidsgroep.